# Chambre avec vue (album)
Cet article concerne l'album d'Henri Salvador. Pour le film de James Ivory, voir Chambre avec vue (film).
Albums de Henri Salvador
Monsieur Henri
(1994) Performance !
(2002)
Singles
1. Chambre avec vue
Sortie : 2000
2. Jazz Méditerranée
Sortie : 2000 (promo)
3. Jardin d'hiver
Sortie : 2000 (promo)
4. Mademoiselle
Sortie : 2000 (promo)

Chambre avec vue est un album d'Henri Salvador sorti en 2000 sur le label Virgin Records comprenant la chanson Jardin d'hiver. 
Il s'est vendu à plus d'un million d'exemplaires (certifié disque de diamant) et a reçu en 2001 une Victoire de la musique dans la catégorie « album de variétés de l'année ». Cet album a également permis à Henri Salvador d'être récompensé la même année par une Victoire de la Musique dans la catégorie « Artiste masculin de l'année » ainsi qu'une autre en 2002 dans la catégorie « spectacle musical, tournée ou concert de l'année ».

## Liste des pistes
| No  | Titre                                               | Auteur                                       | Durée |
| --- | --------------------------------------------------- | -------------------------------------------- | ----- |
| 1.  | Jardin d'hiver                                      | Benjamin Biolay et Keren Ann Zeidel          | 2:49  |
| 2.  | Chambre avec vue                                    | B. Biolay et K.A. Zeidel                     | 2:42  |
| 3.  | J'ai vu                                             | Henri Salvador et Michel Modo                | 3:30  |
| 4.  | Il fait dimanche                                    | Art Mengo et Marc Estève                     | 3:56  |
| 5.  | La muraille de Chine                                | Gisèle Molard et H. Salvador                 | 3:21  |
| 6.  | Jazz Méditerranée                                   | B. Biolay et K.A. Zeidel                     | 3:23  |
| 7.  | Un tour de manège                                   | K.A. Zeidel                                  | 3:38  |
| 8.  | Vagabond                                            | Art Mengo et Marc Estève                     | 3:22  |
| 9.  | Je sais que tu sais                                 | Paul Misraki                                 | 4:26  |
| 10. | Mademoiselle                                        | Arnaud Garoux, Thomas Dutronc et H. Salvador | 3:53  |
| 11. | Le fou de la reine (En duo avec Françoise Hardy)    | F. Hardy et H. Salvador                      | 3:10  |
| 12. | Faire des ronds dans l'eau                          | B. Biolay et K.A. Zeidel                     | 2:48  |
| 13. | Aime-moi                                            | Bernard Michel et H. Salvador                | 3:11  |
| 14. | All I really want is love (En duo avec Lisa Ekdahl) | Jacques Duvall et Salvadore Poe              | 4:08  |

Précisions
- La dernière chanson a été rajoutée lors de la réédition de 2001 de l'album.
- La chanson 13 se termine par une citation de la chanson Clopin clopant de Pierre Dudan et Bruno Coquatrix.

## Classement hebdomadaire
| Classement (2000) | Meilleure place |
| ----------------- | --------------- |
| France (SNEP)     | 2               |